# Звонкий велярный спирант
Звонкий велярный спирант — звук, встречающийся в некоторых языках мира. В южнорусском наречии является реализацией фонемы /ɡ/ литературного русского языка.

## Свойства
- Место образования: Велярный
- Способ образования: Щелевой
- Тип фонации: Звонкий
- Шумный
- Пульмонический согласный

## Примеры
| Язык            | Язык            | Слово        | МФА                  | Перевод                                                         | Примечание |
| --------------- | --------------- | ------------ | -------------------- | --------------------------------------------------------------- | --- |
| Арабский        | Арабский        | غرفة         | [ˈɣurfɐ]             | «комната»                                                       | Может быть поствелярным или увулярным в зависимости от диалекта.                                                                    |
| Азербайджанский | Азербайджанский | boğaz        | [bɔɣɑz]              | «горло»                                                         | |
| Башкирский      | Башкирский      | ғилем        | [ɣilɛm]              | «наука»                                                         | |
| Белорусский     | Белорусский     | гульня       | [ɣulʲ'nʲa]           | «игра»                                                          | Основная форма «г» в белорусском языке.                                                                                             |
| Казахский       | Казахский       | аға          | [aɣa]                | «старший брат, дядя, уважительное обращение к старшему мужчине» | |
| Русский         | южное наречие   | дорога       | [dɐˈro̞ɣa]            |                                                                 | Соответствует /g/ в северном наречии и в литературном языке.                                                                        |
| Русский         | литературный    | господи, ага | [ˈɣʷo̞s̪pədʲɪ], [aˈɣa] |                                                                 | Встречается в междометиях, некоторых словах церковнославянского происхождения, выступает как аллофон /x/ перед звонкими согласными. |
| Табасаранский   | Табасаранский   | гъар         | [ɣar]                | «засова»                                                        | часто читается как /ʁ/. |
| Турецкий        | Турецкий        | ağa          | [aˈɣa]               | «агa (титул)»                                                   | Исчез в большинстве диалектов. |
| Урду            | Урду            | غریب         | [ɣəriːb]             | «бедный»                                                        | |
| Чешский         | Чешский         | hlava        | [ˈɦlava]             | «голова»                                                        | |
| Чеченский       | Чеченский       | гӀала        | [ɣala]               | «город»                                                         | |
| Чувашский       | Чувашский       | çăхан        | [ɕə'ɣan]             | «ворон»                                                         | |